# Jürgen Scheffran

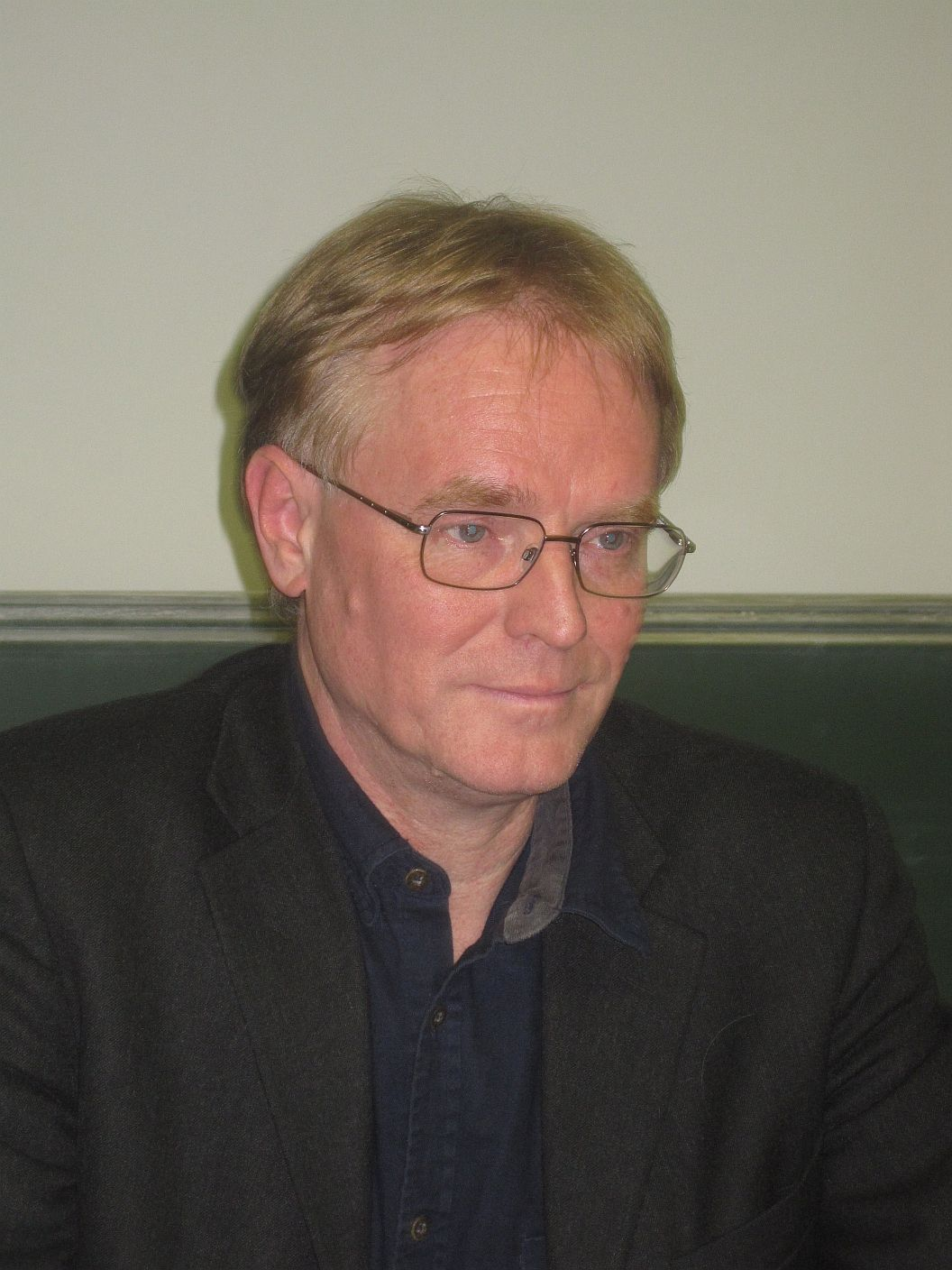
Jürgen Scheffran, 2012

Jürgen Scheffran (* 1957) ist Professor für Integrative Geographie am Institut für Geographie der Universität Hamburg. Er ist Leiter der Forschungsgruppe Klimawandel und Sicherheit (CLISEC) am Centrum für Erdsystemforschung und Nachhaltigkeit (CEN) der Universität Hamburg.

## Leben
Nach dem Abitur in Altenkirchen absolvierte Jürgen Scheffran von 1976 bis 1983 ein Studium der Physik an der Philipps-Universität Marburg, das er als Diplom-Physiker abschloss. Schon während des Studiums widmete er sich interdisziplinären Fragestellungen des Umweltschutzes und der Konfliktforschung, u. a. durch seine Mitarbeit im Forum Naturwissenschaftler für Frieden und Abrüstung. Scheffran promovierte 1989 an der Philipps-Universität mit dem Thema Strategische Abwehr, Abrüstung und Stabilität. Danach übernahm er von 1993 bis 1999 Forschungsaufgaben als Wissenschaftlicher Assistent in der Interdisziplinären Arbeitsgruppe Naturwissenschaft, Technik und Sicherheit an der TU Darmstadt. Von 2001 bis 2004 war er Wissenschaftlicher Mitarbeiter am Potsdam-Institut für Klimafolgenforschung (PIK), tätig in den Arbeitsbereichen Global Change and Social Systems sowie Integrated Systems Analysis. Im Jahr 2003 nahm er außerdem eine Gastprofessur an der Pariser Sorbonne wahr. Von 2004 bis 2009 übernahm er Forschungs- und Lehraufgaben als Hochschullehrer der University of Illinois.
Seit August 2009 ist er Professor für Klimawandel und Sicherheit im Fachbereich Geographie der Universität Hamburg.
Scheffran untersucht als Forscher, welche gesellschaftlichen Konflikte die Klimaverschiebung auslöst: Konfliktsituationen um knappe Ressourcen, Verteuerung von Energie und Lebensmitteln, Wassermangel, Verlust von fruchtbarem Land durch Überschwemmungen.
Er ist mit der Politikerin Marianne Kolter verheiratet.

## Veröffentlichungen
- Krieg um die Umwelt? Die globale Krise als Konfliktursache. In: Krieg im 21. Jahrhundert? Neue Herausforderungen für die Friedensbewegung. Beiträge zum 7. Dresdner Friedenssymposium am 13. Februar 1999. (Hrsg.) Dresdener Studiengemeinschaft Sicherheitspolitik (DSS) e. V.: DSS-Arbeitspapiere, Dresden 1999, Heft 46, S. 22–41.
- Scheffran, Jürgen & Burroughs, John & Leidreiter, Anna & Riet, Rob & Ware, Alyn. The Climate-Nuclear Nexus: Exploring the linkages between climate change and nuclear threats. 2. Aufl. World Future Council 2016.
- Scheffran J (2025): Water security in the polycrisis: between negative and positive tipping points. Front. Water. 7:1567262. doi:10.3389/frwa.2025.1567262.